# كليمنت غوتفالد
كليمنت غوتفالد (1896 – 1953)، هو سياسي تشيكوسلوفاكي ترأس الحزب الشيوعي التشيكوسلوفاكي في الأعوام 1929-1953، تولى رئاسة الحكومة التشيكوسلوفاكية في الأعوام 1946-1948، ثم رئاسة الدولة في الأعوام 1948-1953 .

## روابط خارجية
- كليمنت غوتفالد على موقع IMDb (الإنجليزية)
- كليمنت غوتفالد على موقع الموسوعة البريطانية (الإنجليزية)
- كليمنت غوتفالد على موقع مونزينجر (الألمانية)
- كليمنت غوتفالد على موقع قاعدة بيانات الفيلم (الإنجليزية)